# Josefina de Silva y de Velasco
Josefina de Silva y de Velasco (Madrid, 16 de noviembre de 1929 - Medina de Pomar, 13 de julio de 2015) fue una escritora española de amplia trayectoria encuadrada en el movimiento Versos con faldas.

## Trayectoria
Hija de María Luisa de Velasco Alfaro y Manuel de Silva Precaute, Josefina de Silva Velasco nació en Madrid en el seno de una familia con amplia trayectoria en el campo de las letras, especialmente por el lado femenino ya que su bisabuela, Rosario Vázquez Angulo (1839 - 1915) fue la primera académica de la Real Academia de Ciencias, Bellas Letras y Nobles Artes de Córdoba, Su abuela materna, Concepción Alfaro, fue también poeta. Su hermana, Carmen de Silva, es también escritora.
Los primeros meses de guerra los pasó en Madrid, pero después fue evacuada con su familia a Murcia. La experiencia de esta etapa la recogió en su obra autobiográfica Nosotros los evacuados (1976), en la que mantiene el punto de vista infantil en la narración. El último capítulo, en el que describe el viaje de vuelta a Madrid hacinados en un vagón de ganado es realmente un testimonio realista que ha servido de base a distintos historiadores.
Muy pronto, en 1950, inicia su andadura en el mundo de las letras colaborando en dos volúmenes de la Colección Capricho (ediciones E. C. A.), dedicada a las biografías de distintos personajes. Concretamente intervino en el número XI, que bajo el título «Nombres de oro» estaba dedicado a las actrices Carmen Cobeña, Adelina Patti, Balbina Valverde, La Caramba y Loreto Prado. En el número XII, y en colaboración con Mario Montilla y Roberto Mansberger se acercaron a las «Vidas Ejemplares» de santa Teresa de Jesús, Inés de Castro, Jorge Sand, María Curie y Juana de Arco.
Se casó en 1956 y tuvo un hijo, pero el matrimonio duró solo cuatro años.
Comenzó a trabajar en la editorial Codex, y cuando esta editorial trasladó su sede a Barcelona, ella se estableció en San Baudilio de Llobregat. Más tarde pasó a trabajar para la editorial Plaza & Janés. En Cataluña, donde residió buena parte de su vida, desarrolló su labor literaria, que fue prolija y cultivó diversos géneros, incluido el infantil. Volcada en la didáctica publicó en México, junto a su hermana Carmen de Silva, un volumen de 20 cuentos basados en las reglas ortográficas.
Aunque cultivaba la poesía, no llegó a publicar ningún poemario, pero sí envió algunos de sus versos a las tertulias de Versos con faldas.
En 1975 publicó el ensayo La otra virginidad, siguiendo las polémicas teorías expuestas con anterioridad por Esther Vilar.
Vinculada a Medina de Pomar, donde pasó los últimos años de su vida, se volcó en la investigación histórica, en especial de la familia Velasco, los Condestables de Castilla, de cuya rama riojana era descendiente. Publicó entonces dos artículos Santa Clara y los Velasco y La heráldica en Santa Clara en colaboración con la Asociación de Amigos de Medina de Pomar. En 2004, y con ocasión de un encuentro sobre el señorío de los Velasco, De Silva presentó una obra en verso, Romancero de los Velasco que recoge los últimos días de Felipe el Hermoso en la Casa del Cordón (2006).
Falleció en Medina de Pomar, el 13 de julio de 2015. Los materiales de su investigación sobre los Velasco fueron donados por su hijo a la Asociación de amigos de Medina de Pomar. Alicia Inés Montero Málaga los incluyó en su tesis doctoral (2017).

## Obras

### Narrativa
- ¡Vamos al circo! Plaza & Janés (1973)
- Los secretos del zoo. Plaza & Janés (1974)
- Gabi, Fofó y Miliki: historia de una familia de circo. Plaza & Janés (1976)
- Informe urgente. Plaza & Janés (1977)
- Nosotros los evacuados. Plaza & Janés (1978)
- Perseo, patrón de Cataluña. Carena (1996)

### Ensayo
- La otra virginidad. Plaza & Janés (1975)

### Teatro
- Romance de don Bernardino de Velasco y el rey Felipe el Hermoso. Ásociación de Amigos de Medina de Pomar (2006)

### Colaboraciones en obras colectivas
- «La Heráldica en Santa Clara» en El Monasterio de Santa Clara de Medina de Pomar: «Fundación y Patronazgo de la Casa de Velasco» coord. por Nicolás López Martínez, Emilio González Terán, 2004, 84-609-8524-5, págs. 101-124
- «Santa Clara y los Velasco» en El Monasterio de Santa Clara de Medina de Pomar: «Fundación y Patronazgo de la Casa de Velasco» coord. por Nicolás López Martínez, Emilio González Terán, 2004, 84-609-8524-5, págs. 125-176